# Packard Bell
Packard Bell (PB) was de naam van een Amerikaans bedrijf dat in 1933 in Los Angeles werd opgericht door Herb Bell en Leon Packard. Sinds 2007 maakt het deel uit van Acer.

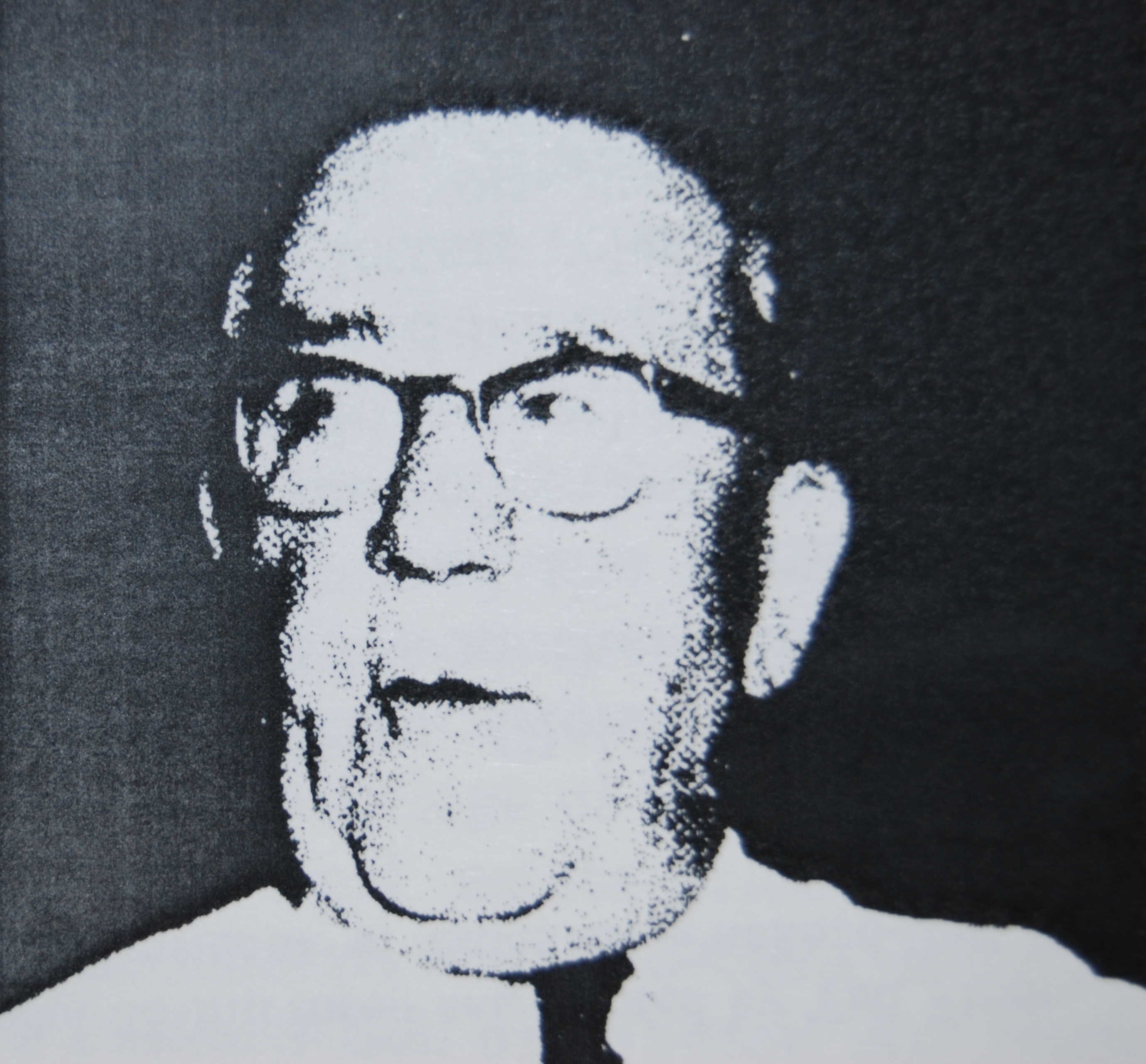
Herb Bell (geboren als Herbert Anthony Zwiebel), een van de oprichters van Packard Bell

Van oorsprong fabriceerde het bedrijf radio's, later volgde andere consumentenelektronica, zoals televisietoestellen. Het bedrijf werd in 1968 gekocht door Teledyne. In 1986 kochten Beny Alagem en een groep investeerders de naam van Teledyne, waardoor het herleefde als fabrikant van goedkope pc's. De computers werden spoedig populair. Ondanks de populariteit kreeg Packard Bell ook een reputatie van slechte kwaliteit, een reputatie die in 1995 verergerde toen gerecyclede computers als nieuw werden verkocht.
Packard Bell profiteerde soms van misplaatste naamserkenning, met consumenten en zelfs sommige verkopers die het verkeerde bedrijf associëren met Packard Bell, zoals Hewlett-Packard, Packard, Pacific Bell, en de Bell Labs.
Packard Bell trok zich in 2000 volledig van de markt in de Verenigde Staten terug, hoewel het in Europa als Packard Bell Europe (PBE) een populair merk bleef. Het is ook de mp3-wereld ingegaan en heeft een populaire mp3/WMA-speler, de AudioDream geproduceerd. In 2004 veranderde Packard Bell zijn logo, en begon het mediaproducten voor televisie en draadloos netwerk te vervaardigen. Packard Bell is tevens in andere continenten begonnen.
Packard Bell, dat sinds 1995 in handen was van NEC, werd in september 2006 opgekocht door de zakenman John Hui, de voormalige eigenaar van eMachines. De bedrijfsnaam werd officieel 'Packard Bell BV' en bleef, zoals PBE was, gevestigd in Wijchen.
In augustus 2007 trachtte de Chinese pc-maker Lenovo Packard Bell over te nemen. Lenovo hoopte hierdoor zijn marktaandeel in Europa te vergroten. Hier stak Acer een stokje voor door gebruik te maken van een optie die Gateway (ook overgenomen door Acer) had gekregen via John Hui. Eind 2007 is deze overname afgerond, waardoor Acer de koppositie verwierf binnen Azië, Amerika én Europa.